# Anthony Stokvis
Anthony Marinus Hendrik Johan Stokvis (né le 23 septembre 1855, mort à La Haye le 17 novembre 1924) est un historiographe et généalogiste néerlandais.

## Biographie
Anthony Stokvis est une figure éminente de la chronologie et de la généalogie de la seconde partie du XIXe siècle et du début du XXe siècle. Son travail principal est un monumental Manuel d'histoire, de généalogie et de chronologie de tous les États du Globe, depuis les temps les plus reculés jusqu'à nos jours, publié en français, aux Éditions Brill à Leyde, en trois volumes entre 1888 et 1893 et réédité en 1966.